# Донисторп, Вордсворт
Во́рдсворт До́нисторп (англ. Wordsworth Donisthorpe, 24 марта 1847, Лидс, Великобритания — 30 января 1914, Шоттермилл, Великобритания) — британский пионер кинематографа, деятель анархистского движения и шахматист.

## Биография
|   | a | b | c | d | e | f | g | h |   |
| - | --- | --- | --- | --- | --- | --- | --- | --- | - |
| 8 | a8 чёрная ладья · g8 чёрный король · d7 чёрная пешка · f7 чёрная пешка · g7 чёрная пешка · h7 чёрная пешка · a6 чёрная пешка · b6 чёрная пешка · c5 чёрная пешка · d5 чёрный слон · e5 чёрная ладья · a4 белая пешка · c4 белый король · c3 белая пешка · a2 белый слон · b2 белый слон · d2 белый конь · h2 белая пешка · e1 чёрный конь · f1 белая ладья | a8 чёрная ладья · g8 чёрный король · d7 чёрная пешка · f7 чёрная пешка · g7 чёрная пешка · h7 чёрная пешка · a6 чёрная пешка · b6 чёрная пешка · c5 чёрная пешка · d5 чёрный слон · e5 чёрная ладья · a4 белая пешка · c4 белый король · c3 белая пешка · a2 белый слон · b2 белый слон · d2 белый конь · h2 белая пешка · e1 чёрный конь · f1 белая ладья | a8 чёрная ладья · g8 чёрный король · d7 чёрная пешка · f7 чёрная пешка · g7 чёрная пешка · h7 чёрная пешка · a6 чёрная пешка · b6 чёрная пешка · c5 чёрная пешка · d5 чёрный слон · e5 чёрная ладья · a4 белая пешка · c4 белый король · c3 белая пешка · a2 белый слон · b2 белый слон · d2 белый конь · h2 белая пешка · e1 чёрный конь · f1 белая ладья | a8 чёрная ладья · g8 чёрный король · d7 чёрная пешка · f7 чёрная пешка · g7 чёрная пешка · h7 чёрная пешка · a6 чёрная пешка · b6 чёрная пешка · c5 чёрная пешка · d5 чёрный слон · e5 чёрная ладья · a4 белая пешка · c4 белый король · c3 белая пешка · a2 белый слон · b2 белый слон · d2 белый конь · h2 белая пешка · e1 чёрный конь · f1 белая ладья | a8 чёрная ладья · g8 чёрный король · d7 чёрная пешка · f7 чёрная пешка · g7 чёрная пешка · h7 чёрная пешка · a6 чёрная пешка · b6 чёрная пешка · c5 чёрная пешка · d5 чёрный слон · e5 чёрная ладья · a4 белая пешка · c4 белый король · c3 белая пешка · a2 белый слон · b2 белый слон · d2 белый конь · h2 белая пешка · e1 чёрный конь · f1 белая ладья | a8 чёрная ладья · g8 чёрный король · d7 чёрная пешка · f7 чёрная пешка · g7 чёрная пешка · h7 чёрная пешка · a6 чёрная пешка · b6 чёрная пешка · c5 чёрная пешка · d5 чёрный слон · e5 чёрная ладья · a4 белая пешка · c4 белый король · c3 белая пешка · a2 белый слон · b2 белый слон · d2 белый конь · h2 белая пешка · e1 чёрный конь · f1 белая ладья | a8 чёрная ладья · g8 чёрный король · d7 чёрная пешка · f7 чёрная пешка · g7 чёрная пешка · h7 чёрная пешка · a6 чёрная пешка · b6 чёрная пешка · c5 чёрная пешка · d5 чёрный слон · e5 чёрная ладья · a4 белая пешка · c4 белый король · c3 белая пешка · a2 белый слон · b2 белый слон · d2 белый конь · h2 белая пешка · e1 чёрный конь · f1 белая ладья | a8 чёрная ладья · g8 чёрный король · d7 чёрная пешка · f7 чёрная пешка · g7 чёрная пешка · h7 чёрная пешка · a6 чёрная пешка · b6 чёрная пешка · c5 чёрная пешка · d5 чёрный слон · e5 чёрная ладья · a4 белая пешка · c4 белый король · c3 белая пешка · a2 белый слон · b2 белый слон · d2 белый конь · h2 белая пешка · e1 чёрный конь · f1 белая ладья | 8 |
| 7 | a8 чёрная ладья · g8 чёрный король · d7 чёрная пешка · f7 чёрная пешка · g7 чёрная пешка · h7 чёрная пешка · a6 чёрная пешка · b6 чёрная пешка · c5 чёрная пешка · d5 чёрный слон · e5 чёрная ладья · a4 белая пешка · c4 белый король · c3 белая пешка · a2 белый слон · b2 белый слон · d2 белый конь · h2 белая пешка · e1 чёрный конь · f1 белая ладья | a8 чёрная ладья · g8 чёрный король · d7 чёрная пешка · f7 чёрная пешка · g7 чёрная пешка · h7 чёрная пешка · a6 чёрная пешка · b6 чёрная пешка · c5 чёрная пешка · d5 чёрный слон · e5 чёрная ладья · a4 белая пешка · c4 белый король · c3 белая пешка · a2 белый слон · b2 белый слон · d2 белый конь · h2 белая пешка · e1 чёрный конь · f1 белая ладья | a8 чёрная ладья · g8 чёрный король · d7 чёрная пешка · f7 чёрная пешка · g7 чёрная пешка · h7 чёрная пешка · a6 чёрная пешка · b6 чёрная пешка · c5 чёрная пешка · d5 чёрный слон · e5 чёрная ладья · a4 белая пешка · c4 белый король · c3 белая пешка · a2 белый слон · b2 белый слон · d2 белый конь · h2 белая пешка · e1 чёрный конь · f1 белая ладья | a8 чёрная ладья · g8 чёрный король · d7 чёрная пешка · f7 чёрная пешка · g7 чёрная пешка · h7 чёрная пешка · a6 чёрная пешка · b6 чёрная пешка · c5 чёрная пешка · d5 чёрный слон · e5 чёрная ладья · a4 белая пешка · c4 белый король · c3 белая пешка · a2 белый слон · b2 белый слон · d2 белый конь · h2 белая пешка · e1 чёрный конь · f1 белая ладья | a8 чёрная ладья · g8 чёрный король · d7 чёрная пешка · f7 чёрная пешка · g7 чёрная пешка · h7 чёрная пешка · a6 чёрная пешка · b6 чёрная пешка · c5 чёрная пешка · d5 чёрный слон · e5 чёрная ладья · a4 белая пешка · c4 белый король · c3 белая пешка · a2 белый слон · b2 белый слон · d2 белый конь · h2 белая пешка · e1 чёрный конь · f1 белая ладья | a8 чёрная ладья · g8 чёрный король · d7 чёрная пешка · f7 чёрная пешка · g7 чёрная пешка · h7 чёрная пешка · a6 чёрная пешка · b6 чёрная пешка · c5 чёрная пешка · d5 чёрный слон · e5 чёрная ладья · a4 белая пешка · c4 белый король · c3 белая пешка · a2 белый слон · b2 белый слон · d2 белый конь · h2 белая пешка · e1 чёрный конь · f1 белая ладья | a8 чёрная ладья · g8 чёрный король · d7 чёрная пешка · f7 чёрная пешка · g7 чёрная пешка · h7 чёрная пешка · a6 чёрная пешка · b6 чёрная пешка · c5 чёрная пешка · d5 чёрный слон · e5 чёрная ладья · a4 белая пешка · c4 белый король · c3 белая пешка · a2 белый слон · b2 белый слон · d2 белый конь · h2 белая пешка · e1 чёрный конь · f1 белая ладья | a8 чёрная ладья · g8 чёрный король · d7 чёрная пешка · f7 чёрная пешка · g7 чёрная пешка · h7 чёрная пешка · a6 чёрная пешка · b6 чёрная пешка · c5 чёрная пешка · d5 чёрный слон · e5 чёрная ладья · a4 белая пешка · c4 белый король · c3 белая пешка · a2 белый слон · b2 белый слон · d2 белый конь · h2 белая пешка · e1 чёрный конь · f1 белая ладья | 7 |
| 6 | a8 чёрная ладья · g8 чёрный король · d7 чёрная пешка · f7 чёрная пешка · g7 чёрная пешка · h7 чёрная пешка · a6 чёрная пешка · b6 чёрная пешка · c5 чёрная пешка · d5 чёрный слон · e5 чёрная ладья · a4 белая пешка · c4 белый король · c3 белая пешка · a2 белый слон · b2 белый слон · d2 белый конь · h2 белая пешка · e1 чёрный конь · f1 белая ладья | a8 чёрная ладья · g8 чёрный король · d7 чёрная пешка · f7 чёрная пешка · g7 чёрная пешка · h7 чёрная пешка · a6 чёрная пешка · b6 чёрная пешка · c5 чёрная пешка · d5 чёрный слон · e5 чёрная ладья · a4 белая пешка · c4 белый король · c3 белая пешка · a2 белый слон · b2 белый слон · d2 белый конь · h2 белая пешка · e1 чёрный конь · f1 белая ладья | a8 чёрная ладья · g8 чёрный король · d7 чёрная пешка · f7 чёрная пешка · g7 чёрная пешка · h7 чёрная пешка · a6 чёрная пешка · b6 чёрная пешка · c5 чёрная пешка · d5 чёрный слон · e5 чёрная ладья · a4 белая пешка · c4 белый король · c3 белая пешка · a2 белый слон · b2 белый слон · d2 белый конь · h2 белая пешка · e1 чёрный конь · f1 белая ладья | a8 чёрная ладья · g8 чёрный король · d7 чёрная пешка · f7 чёрная пешка · g7 чёрная пешка · h7 чёрная пешка · a6 чёрная пешка · b6 чёрная пешка · c5 чёрная пешка · d5 чёрный слон · e5 чёрная ладья · a4 белая пешка · c4 белый король · c3 белая пешка · a2 белый слон · b2 белый слон · d2 белый конь · h2 белая пешка · e1 чёрный конь · f1 белая ладья | a8 чёрная ладья · g8 чёрный король · d7 чёрная пешка · f7 чёрная пешка · g7 чёрная пешка · h7 чёрная пешка · a6 чёрная пешка · b6 чёрная пешка · c5 чёрная пешка · d5 чёрный слон · e5 чёрная ладья · a4 белая пешка · c4 белый король · c3 белая пешка · a2 белый слон · b2 белый слон · d2 белый конь · h2 белая пешка · e1 чёрный конь · f1 белая ладья | a8 чёрная ладья · g8 чёрный король · d7 чёрная пешка · f7 чёрная пешка · g7 чёрная пешка · h7 чёрная пешка · a6 чёрная пешка · b6 чёрная пешка · c5 чёрная пешка · d5 чёрный слон · e5 чёрная ладья · a4 белая пешка · c4 белый король · c3 белая пешка · a2 белый слон · b2 белый слон · d2 белый конь · h2 белая пешка · e1 чёрный конь · f1 белая ладья | a8 чёрная ладья · g8 чёрный король · d7 чёрная пешка · f7 чёрная пешка · g7 чёрная пешка · h7 чёрная пешка · a6 чёрная пешка · b6 чёрная пешка · c5 чёрная пешка · d5 чёрный слон · e5 чёрная ладья · a4 белая пешка · c4 белый король · c3 белая пешка · a2 белый слон · b2 белый слон · d2 белый конь · h2 белая пешка · e1 чёрный конь · f1 белая ладья | a8 чёрная ладья · g8 чёрный король · d7 чёрная пешка · f7 чёрная пешка · g7 чёрная пешка · h7 чёрная пешка · a6 чёрная пешка · b6 чёрная пешка · c5 чёрная пешка · d5 чёрный слон · e5 чёрная ладья · a4 белая пешка · c4 белый король · c3 белая пешка · a2 белый слон · b2 белый слон · d2 белый конь · h2 белая пешка · e1 чёрный конь · f1 белая ладья | 6 |
| 5 | a8 чёрная ладья · g8 чёрный король · d7 чёрная пешка · f7 чёрная пешка · g7 чёрная пешка · h7 чёрная пешка · a6 чёрная пешка · b6 чёрная пешка · c5 чёрная пешка · d5 чёрный слон · e5 чёрная ладья · a4 белая пешка · c4 белый король · c3 белая пешка · a2 белый слон · b2 белый слон · d2 белый конь · h2 белая пешка · e1 чёрный конь · f1 белая ладья | a8 чёрная ладья · g8 чёрный король · d7 чёрная пешка · f7 чёрная пешка · g7 чёрная пешка · h7 чёрная пешка · a6 чёрная пешка · b6 чёрная пешка · c5 чёрная пешка · d5 чёрный слон · e5 чёрная ладья · a4 белая пешка · c4 белый король · c3 белая пешка · a2 белый слон · b2 белый слон · d2 белый конь · h2 белая пешка · e1 чёрный конь · f1 белая ладья | a8 чёрная ладья · g8 чёрный король · d7 чёрная пешка · f7 чёрная пешка · g7 чёрная пешка · h7 чёрная пешка · a6 чёрная пешка · b6 чёрная пешка · c5 чёрная пешка · d5 чёрный слон · e5 чёрная ладья · a4 белая пешка · c4 белый король · c3 белая пешка · a2 белый слон · b2 белый слон · d2 белый конь · h2 белая пешка · e1 чёрный конь · f1 белая ладья | a8 чёрная ладья · g8 чёрный король · d7 чёрная пешка · f7 чёрная пешка · g7 чёрная пешка · h7 чёрная пешка · a6 чёрная пешка · b6 чёрная пешка · c5 чёрная пешка · d5 чёрный слон · e5 чёрная ладья · a4 белая пешка · c4 белый король · c3 белая пешка · a2 белый слон · b2 белый слон · d2 белый конь · h2 белая пешка · e1 чёрный конь · f1 белая ладья | a8 чёрная ладья · g8 чёрный король · d7 чёрная пешка · f7 чёрная пешка · g7 чёрная пешка · h7 чёрная пешка · a6 чёрная пешка · b6 чёрная пешка · c5 чёрная пешка · d5 чёрный слон · e5 чёрная ладья · a4 белая пешка · c4 белый король · c3 белая пешка · a2 белый слон · b2 белый слон · d2 белый конь · h2 белая пешка · e1 чёрный конь · f1 белая ладья | a8 чёрная ладья · g8 чёрный король · d7 чёрная пешка · f7 чёрная пешка · g7 чёрная пешка · h7 чёрная пешка · a6 чёрная пешка · b6 чёрная пешка · c5 чёрная пешка · d5 чёрный слон · e5 чёрная ладья · a4 белая пешка · c4 белый король · c3 белая пешка · a2 белый слон · b2 белый слон · d2 белый конь · h2 белая пешка · e1 чёрный конь · f1 белая ладья | a8 чёрная ладья · g8 чёрный король · d7 чёрная пешка · f7 чёрная пешка · g7 чёрная пешка · h7 чёрная пешка · a6 чёрная пешка · b6 чёрная пешка · c5 чёрная пешка · d5 чёрный слон · e5 чёрная ладья · a4 белая пешка · c4 белый король · c3 белая пешка · a2 белый слон · b2 белый слон · d2 белый конь · h2 белая пешка · e1 чёрный конь · f1 белая ладья | a8 чёрная ладья · g8 чёрный король · d7 чёрная пешка · f7 чёрная пешка · g7 чёрная пешка · h7 чёрная пешка · a6 чёрная пешка · b6 чёрная пешка · c5 чёрная пешка · d5 чёрный слон · e5 чёрная ладья · a4 белая пешка · c4 белый король · c3 белая пешка · a2 белый слон · b2 белый слон · d2 белый конь · h2 белая пешка · e1 чёрный конь · f1 белая ладья | 5 |
| 4 | a8 чёрная ладья · g8 чёрный король · d7 чёрная пешка · f7 чёрная пешка · g7 чёрная пешка · h7 чёрная пешка · a6 чёрная пешка · b6 чёрная пешка · c5 чёрная пешка · d5 чёрный слон · e5 чёрная ладья · a4 белая пешка · c4 белый король · c3 белая пешка · a2 белый слон · b2 белый слон · d2 белый конь · h2 белая пешка · e1 чёрный конь · f1 белая ладья | a8 чёрная ладья · g8 чёрный король · d7 чёрная пешка · f7 чёрная пешка · g7 чёрная пешка · h7 чёрная пешка · a6 чёрная пешка · b6 чёрная пешка · c5 чёрная пешка · d5 чёрный слон · e5 чёрная ладья · a4 белая пешка · c4 белый король · c3 белая пешка · a2 белый слон · b2 белый слон · d2 белый конь · h2 белая пешка · e1 чёрный конь · f1 белая ладья | a8 чёрная ладья · g8 чёрный король · d7 чёрная пешка · f7 чёрная пешка · g7 чёрная пешка · h7 чёрная пешка · a6 чёрная пешка · b6 чёрная пешка · c5 чёрная пешка · d5 чёрный слон · e5 чёрная ладья · a4 белая пешка · c4 белый король · c3 белая пешка · a2 белый слон · b2 белый слон · d2 белый конь · h2 белая пешка · e1 чёрный конь · f1 белая ладья | a8 чёрная ладья · g8 чёрный король · d7 чёрная пешка · f7 чёрная пешка · g7 чёрная пешка · h7 чёрная пешка · a6 чёрная пешка · b6 чёрная пешка · c5 чёрная пешка · d5 чёрный слон · e5 чёрная ладья · a4 белая пешка · c4 белый король · c3 белая пешка · a2 белый слон · b2 белый слон · d2 белый конь · h2 белая пешка · e1 чёрный конь · f1 белая ладья | a8 чёрная ладья · g8 чёрный король · d7 чёрная пешка · f7 чёрная пешка · g7 чёрная пешка · h7 чёрная пешка · a6 чёрная пешка · b6 чёрная пешка · c5 чёрная пешка · d5 чёрный слон · e5 чёрная ладья · a4 белая пешка · c4 белый король · c3 белая пешка · a2 белый слон · b2 белый слон · d2 белый конь · h2 белая пешка · e1 чёрный конь · f1 белая ладья | a8 чёрная ладья · g8 чёрный король · d7 чёрная пешка · f7 чёрная пешка · g7 чёрная пешка · h7 чёрная пешка · a6 чёрная пешка · b6 чёрная пешка · c5 чёрная пешка · d5 чёрный слон · e5 чёрная ладья · a4 белая пешка · c4 белый король · c3 белая пешка · a2 белый слон · b2 белый слон · d2 белый конь · h2 белая пешка · e1 чёрный конь · f1 белая ладья | a8 чёрная ладья · g8 чёрный король · d7 чёрная пешка · f7 чёрная пешка · g7 чёрная пешка · h7 чёрная пешка · a6 чёрная пешка · b6 чёрная пешка · c5 чёрная пешка · d5 чёрный слон · e5 чёрная ладья · a4 белая пешка · c4 белый король · c3 белая пешка · a2 белый слон · b2 белый слон · d2 белый конь · h2 белая пешка · e1 чёрный конь · f1 белая ладья | a8 чёрная ладья · g8 чёрный король · d7 чёрная пешка · f7 чёрная пешка · g7 чёрная пешка · h7 чёрная пешка · a6 чёрная пешка · b6 чёрная пешка · c5 чёрная пешка · d5 чёрный слон · e5 чёрная ладья · a4 белая пешка · c4 белый король · c3 белая пешка · a2 белый слон · b2 белый слон · d2 белый конь · h2 белая пешка · e1 чёрный конь · f1 белая ладья | 4 |
| 3 | a8 чёрная ладья · g8 чёрный король · d7 чёрная пешка · f7 чёрная пешка · g7 чёрная пешка · h7 чёрная пешка · a6 чёрная пешка · b6 чёрная пешка · c5 чёрная пешка · d5 чёрный слон · e5 чёрная ладья · a4 белая пешка · c4 белый король · c3 белая пешка · a2 белый слон · b2 белый слон · d2 белый конь · h2 белая пешка · e1 чёрный конь · f1 белая ладья | a8 чёрная ладья · g8 чёрный король · d7 чёрная пешка · f7 чёрная пешка · g7 чёрная пешка · h7 чёрная пешка · a6 чёрная пешка · b6 чёрная пешка · c5 чёрная пешка · d5 чёрный слон · e5 чёрная ладья · a4 белая пешка · c4 белый король · c3 белая пешка · a2 белый слон · b2 белый слон · d2 белый конь · h2 белая пешка · e1 чёрный конь · f1 белая ладья | a8 чёрная ладья · g8 чёрный король · d7 чёрная пешка · f7 чёрная пешка · g7 чёрная пешка · h7 чёрная пешка · a6 чёрная пешка · b6 чёрная пешка · c5 чёрная пешка · d5 чёрный слон · e5 чёрная ладья · a4 белая пешка · c4 белый король · c3 белая пешка · a2 белый слон · b2 белый слон · d2 белый конь · h2 белая пешка · e1 чёрный конь · f1 белая ладья | a8 чёрная ладья · g8 чёрный король · d7 чёрная пешка · f7 чёрная пешка · g7 чёрная пешка · h7 чёрная пешка · a6 чёрная пешка · b6 чёрная пешка · c5 чёрная пешка · d5 чёрный слон · e5 чёрная ладья · a4 белая пешка · c4 белый король · c3 белая пешка · a2 белый слон · b2 белый слон · d2 белый конь · h2 белая пешка · e1 чёрный конь · f1 белая ладья | a8 чёрная ладья · g8 чёрный король · d7 чёрная пешка · f7 чёрная пешка · g7 чёрная пешка · h7 чёрная пешка · a6 чёрная пешка · b6 чёрная пешка · c5 чёрная пешка · d5 чёрный слон · e5 чёрная ладья · a4 белая пешка · c4 белый король · c3 белая пешка · a2 белый слон · b2 белый слон · d2 белый конь · h2 белая пешка · e1 чёрный конь · f1 белая ладья | a8 чёрная ладья · g8 чёрный король · d7 чёрная пешка · f7 чёрная пешка · g7 чёрная пешка · h7 чёрная пешка · a6 чёрная пешка · b6 чёрная пешка · c5 чёрная пешка · d5 чёрный слон · e5 чёрная ладья · a4 белая пешка · c4 белый король · c3 белая пешка · a2 белый слон · b2 белый слон · d2 белый конь · h2 белая пешка · e1 чёрный конь · f1 белая ладья | a8 чёрная ладья · g8 чёрный король · d7 чёрная пешка · f7 чёрная пешка · g7 чёрная пешка · h7 чёрная пешка · a6 чёрная пешка · b6 чёрная пешка · c5 чёрная пешка · d5 чёрный слон · e5 чёрная ладья · a4 белая пешка · c4 белый король · c3 белая пешка · a2 белый слон · b2 белый слон · d2 белый конь · h2 белая пешка · e1 чёрный конь · f1 белая ладья | a8 чёрная ладья · g8 чёрный король · d7 чёрная пешка · f7 чёрная пешка · g7 чёрная пешка · h7 чёрная пешка · a6 чёрная пешка · b6 чёрная пешка · c5 чёрная пешка · d5 чёрный слон · e5 чёрная ладья · a4 белая пешка · c4 белый король · c3 белая пешка · a2 белый слон · b2 белый слон · d2 белый конь · h2 белая пешка · e1 чёрный конь · f1 белая ладья | 3 |
| 2 | a8 чёрная ладья · g8 чёрный король · d7 чёрная пешка · f7 чёрная пешка · g7 чёрная пешка · h7 чёрная пешка · a6 чёрная пешка · b6 чёрная пешка · c5 чёрная пешка · d5 чёрный слон · e5 чёрная ладья · a4 белая пешка · c4 белый король · c3 белая пешка · a2 белый слон · b2 белый слон · d2 белый конь · h2 белая пешка · e1 чёрный конь · f1 белая ладья | a8 чёрная ладья · g8 чёрный король · d7 чёрная пешка · f7 чёрная пешка · g7 чёрная пешка · h7 чёрная пешка · a6 чёрная пешка · b6 чёрная пешка · c5 чёрная пешка · d5 чёрный слон · e5 чёрная ладья · a4 белая пешка · c4 белый король · c3 белая пешка · a2 белый слон · b2 белый слон · d2 белый конь · h2 белая пешка · e1 чёрный конь · f1 белая ладья | a8 чёрная ладья · g8 чёрный король · d7 чёрная пешка · f7 чёрная пешка · g7 чёрная пешка · h7 чёрная пешка · a6 чёрная пешка · b6 чёрная пешка · c5 чёрная пешка · d5 чёрный слон · e5 чёрная ладья · a4 белая пешка · c4 белый король · c3 белая пешка · a2 белый слон · b2 белый слон · d2 белый конь · h2 белая пешка · e1 чёрный конь · f1 белая ладья | a8 чёрная ладья · g8 чёрный король · d7 чёрная пешка · f7 чёрная пешка · g7 чёрная пешка · h7 чёрная пешка · a6 чёрная пешка · b6 чёрная пешка · c5 чёрная пешка · d5 чёрный слон · e5 чёрная ладья · a4 белая пешка · c4 белый король · c3 белая пешка · a2 белый слон · b2 белый слон · d2 белый конь · h2 белая пешка · e1 чёрный конь · f1 белая ладья | a8 чёрная ладья · g8 чёрный король · d7 чёрная пешка · f7 чёрная пешка · g7 чёрная пешка · h7 чёрная пешка · a6 чёрная пешка · b6 чёрная пешка · c5 чёрная пешка · d5 чёрный слон · e5 чёрная ладья · a4 белая пешка · c4 белый король · c3 белая пешка · a2 белый слон · b2 белый слон · d2 белый конь · h2 белая пешка · e1 чёрный конь · f1 белая ладья | a8 чёрная ладья · g8 чёрный король · d7 чёрная пешка · f7 чёрная пешка · g7 чёрная пешка · h7 чёрная пешка · a6 чёрная пешка · b6 чёрная пешка · c5 чёрная пешка · d5 чёрный слон · e5 чёрная ладья · a4 белая пешка · c4 белый король · c3 белая пешка · a2 белый слон · b2 белый слон · d2 белый конь · h2 белая пешка · e1 чёрный конь · f1 белая ладья | a8 чёрная ладья · g8 чёрный король · d7 чёрная пешка · f7 чёрная пешка · g7 чёрная пешка · h7 чёрная пешка · a6 чёрная пешка · b6 чёрная пешка · c5 чёрная пешка · d5 чёрный слон · e5 чёрная ладья · a4 белая пешка · c4 белый король · c3 белая пешка · a2 белый слон · b2 белый слон · d2 белый конь · h2 белая пешка · e1 чёрный конь · f1 белая ладья | a8 чёрная ладья · g8 чёрный король · d7 чёрная пешка · f7 чёрная пешка · g7 чёрная пешка · h7 чёрная пешка · a6 чёрная пешка · b6 чёрная пешка · c5 чёрная пешка · d5 чёрный слон · e5 чёрная ладья · a4 белая пешка · c4 белый король · c3 белая пешка · a2 белый слон · b2 белый слон · d2 белый конь · h2 белая пешка · e1 чёрный конь · f1 белая ладья | 2 |
| 1 | a8 чёрная ладья · g8 чёрный король · d7 чёрная пешка · f7 чёрная пешка · g7 чёрная пешка · h7 чёрная пешка · a6 чёрная пешка · b6 чёрная пешка · c5 чёрная пешка · d5 чёрный слон · e5 чёрная ладья · a4 белая пешка · c4 белый король · c3 белая пешка · a2 белый слон · b2 белый слон · d2 белый конь · h2 белая пешка · e1 чёрный конь · f1 белая ладья | a8 чёрная ладья · g8 чёрный король · d7 чёрная пешка · f7 чёрная пешка · g7 чёрная пешка · h7 чёрная пешка · a6 чёрная пешка · b6 чёрная пешка · c5 чёрная пешка · d5 чёрный слон · e5 чёрная ладья · a4 белая пешка · c4 белый король · c3 белая пешка · a2 белый слон · b2 белый слон · d2 белый конь · h2 белая пешка · e1 чёрный конь · f1 белая ладья | a8 чёрная ладья · g8 чёрный король · d7 чёрная пешка · f7 чёрная пешка · g7 чёрная пешка · h7 чёрная пешка · a6 чёрная пешка · b6 чёрная пешка · c5 чёрная пешка · d5 чёрный слон · e5 чёрная ладья · a4 белая пешка · c4 белый король · c3 белая пешка · a2 белый слон · b2 белый слон · d2 белый конь · h2 белая пешка · e1 чёрный конь · f1 белая ладья | a8 чёрная ладья · g8 чёрный король · d7 чёрная пешка · f7 чёрная пешка · g7 чёрная пешка · h7 чёрная пешка · a6 чёрная пешка · b6 чёрная пешка · c5 чёрная пешка · d5 чёрный слон · e5 чёрная ладья · a4 белая пешка · c4 белый король · c3 белая пешка · a2 белый слон · b2 белый слон · d2 белый конь · h2 белая пешка · e1 чёрный конь · f1 белая ладья | a8 чёрная ладья · g8 чёрный король · d7 чёрная пешка · f7 чёрная пешка · g7 чёрная пешка · h7 чёрная пешка · a6 чёрная пешка · b6 чёрная пешка · c5 чёрная пешка · d5 чёрный слон · e5 чёрная ладья · a4 белая пешка · c4 белый король · c3 белая пешка · a2 белый слон · b2 белый слон · d2 белый конь · h2 белая пешка · e1 чёрный конь · f1 белая ладья | a8 чёрная ладья · g8 чёрный король · d7 чёрная пешка · f7 чёрная пешка · g7 чёрная пешка · h7 чёрная пешка · a6 чёрная пешка · b6 чёрная пешка · c5 чёрная пешка · d5 чёрный слон · e5 чёрная ладья · a4 белая пешка · c4 белый король · c3 белая пешка · a2 белый слон · b2 белый слон · d2 белый конь · h2 белая пешка · e1 чёрный конь · f1 белая ладья | a8 чёрная ладья · g8 чёрный король · d7 чёрная пешка · f7 чёрная пешка · g7 чёрная пешка · h7 чёрная пешка · a6 чёрная пешка · b6 чёрная пешка · c5 чёрная пешка · d5 чёрный слон · e5 чёрная ладья · a4 белая пешка · c4 белый король · c3 белая пешка · a2 белый слон · b2 белый слон · d2 белый конь · h2 белая пешка · e1 чёрный конь · f1 белая ладья | a8 чёрная ладья · g8 чёрный король · d7 чёрная пешка · f7 чёрная пешка · g7 чёрная пешка · h7 чёрная пешка · a6 чёрная пешка · b6 чёрная пешка · c5 чёрная пешка · d5 чёрный слон · e5 чёрная ладья · a4 белая пешка · c4 белый король · c3 белая пешка · a2 белый слон · b2 белый слон · d2 белый конь · h2 белая пешка · e1 чёрный конь · f1 белая ладья | 1 |
|   | a | b | c | d | e | f | g | h |   |

Вордстворт Донисторп. Трафальгарская площадь. Фильм 1890 (?) года

Вордсворт Донисторп родился в Лидсе в 1847 году (предположительно, в Springfield Mount в Малом Вудхаусе). Его отец, Джордж Эдмунд, был торговцем шерстью и изобретателем; его мать Элизабет была внучатой племянницей поэта Уильяма Вордсворта, именно в честь него будущий изобретатель и получил своё имя. Он был крещён 3 мая 1847 года. В семье было пять детей, но только один мальчик. Донисторп посещал престижную Leeds Grammar School, а в 1865 году поступил в Тринити-колледж в Кембриджском университете на юридический факультет, где, однако, проявил незаурядные успехи в математике. Семья его к тому времени переехала в Харрогейт, где Джордж Эдмунд Донисторп стал собственником угольной шахты, его дочери позже в документах проходили как живущие на дивиденды от акций отца.
Вордсворт Донисторп стал адвокатом, но почти не занимался частной практикой, став вместо этого политическим активистом. В 1882 году он основал вместе со своим двоюродным братом Уильямом Карром Крофтсом (1846—1894) Лигу защиты свободы и собственности (Liberty and Property Defence League) для содействия развитию индивидуальности и освободительных идей. В отличие от Фабианского общества эта организация была антисоциалистической по своему духу; Лига прекратила существование вскоре после Первой мировой войны. Вордсворту Донисторпу принадлежат многочисленные трактаты в духе анархизма-индивидуализма: «Principles of Plutology» (1876), «Claims of Labor» (1880), «Liberty or Law» (1884), «Democracy: A Lecture of State Structure» (1886), «Socialism Analyzed» (1888), «Individualism, a System of Politics» (1889), «A System of Measures» (1894), «Law in a Free State» (1895), «Down the Stream of Civilization» (1898). С детства он увлекался шахматами, был шахматистом-любителем и активным деятелем шахматного движения в Великобритании. В 1885 году Вордсворт Донисторп участвовал в основании Британской шахматной ассоциации и Британского шахматного клуба.
9 ноября 1876 года Донисторп подал снова заявку на патент (B.P. 4,344) на аппарат, предназначенный для превращения последовательности фотографий в иллюзию движения. Этой проблемой он заинтересовался ещё в ходе обучения в Кембриджском университете, где в 1869 году встречался с физиком Джеймсом Клерком Максвеллом, работавшим именно в это время над собственным подобным аппаратом Zoetrope. В 1889 году он запатентовал собственную кинокамеру и проектор.
Новую камеру Донисторп запатентовал совместно со своим кузеном Крофтсом (В. Р. 12921). Оба они были увлечены дарвинизмом (сестра Крофтса Эллен была замужем за сыном Чарльза Дарвина Фрэнсисом), исследователи предполагают, что как их отцы совместно создали машину для вычёсывания шерсти (она стала составной частью проходившего в это время промышленного переворота), так и они вдвоём пытались в лице кинематографа создать механизм коммуникационной революции, необходимый для продвижения своих радикальных общественных взглядов. Отмечают, что это была уникальная кинокамера, которая имела больше общего с текстильными машинами, чем с фотографическими устройствами того времени. В период с конца 1889 по начало 1891 года (иногда указывается напрямую 1890 год) Донисторп и Крофтс создали свой, по крайней мере, один короткий фильм из окна здания с видом на Трафальгарскую площадь Лондона. Десять кадров фильма сохранились до нашего времени. Этот фильм признаётся специалистами первым, когда-либо снятым в Лондоне. При жизни авторов он никогда не показывался публично. Камера, изобретённая Крофтсом и Донисторпом, позволяла плёнке равномерно и плавно двигаться через отверстие проектора. Приёмная и подающая бобины были синхронизированы, чтобы обеспечить стабильность, необходимую для предотвращения разрыва и мерцания изображения.
Попытки решить некоторые технические проблемы, связанные с устройством проектора, Донисторп и Крофтс продолжали в течение нескольких месяцев, но они оказались неудачными. Общественная презентация снятых фильмов им не удавалась. Донисторпу не удалось найти спонсора, чтобы финансировать идею, а комитет экспертов, назначенный издателем Джорджем Ньюнсом для её оценки, признал их концепцию движущихся изображений «дикой, фантастической и смешной». В ноябре 1896 года Крофтс, отвечавший за техническую сторону проекта, умер, какая-либо надежда на конечной успех проекта Kinesigraph после этого умерла вместе с ним.
Донисторп позже изобрёл новый язык (он получил название Uropa), помогал своим сыновьям в экспериментах с цветом и звуковым кино. Он умер в Шоттермилле, графство Суррей, 30 января 1914 года.

## Личная жизнь и взгляды на семью

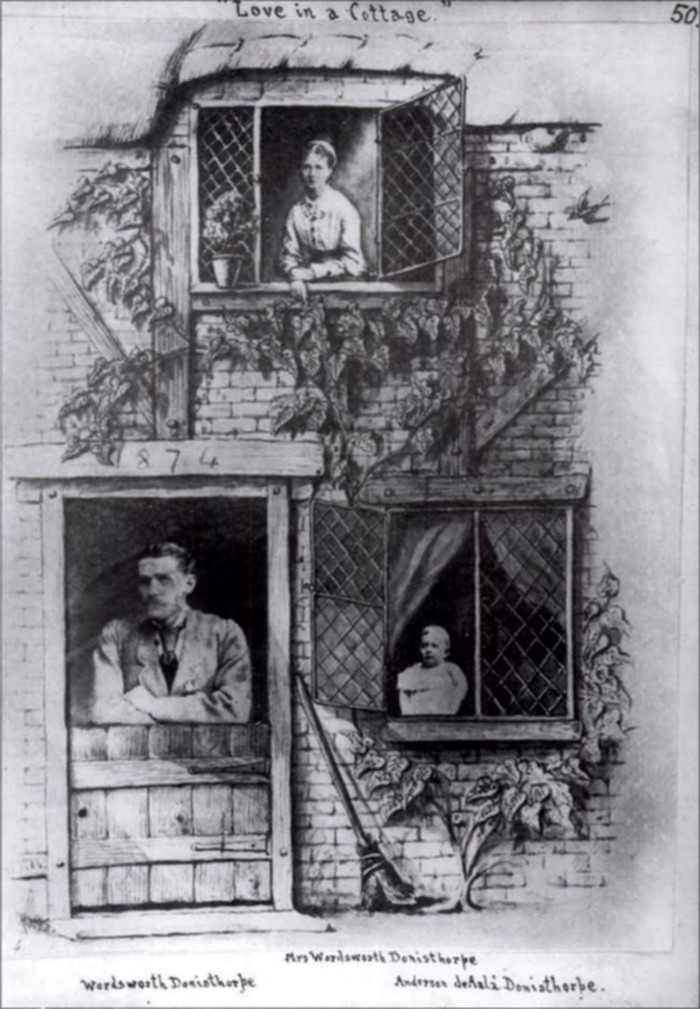
Джошуа Тейлор Донисторп. Любовь в коттедже (Вордсворт, Энни Мария и Андерсон Г. Донисторпы в своём особняке, фотомонтаж)

Вордсворт Донисторп женился на Энни Марии Андерсон (англ. Annie Maria Anderson, род. 1854/1855, Йорк) 17 марта 1873 года, она была примерно на семь-восемь лет старше своего мужа. У супругов было по крайней мере четверо детей, все они родились в Лондоне: Андерсон Г. Донисторп (родился в 1874/1875), Этель Донисторп (1875/1876), Эдмунд Сил Донисторп (1877/1878), Фрэнк В. Донисторп (1878/1879).
Место рождения детей в документах указывает, что Вордсворт и его жена обустроили собственный дом в Лондоне сразу или вскоре после вступления в брак. Перепись 1881 года указывает имя четвёртого ребёнка как «Фрэнк», но перепись 1901 года называет его «Марк». Перепись 1881 года указывает трёх слуг Вордсворта Донисторпа, живущих в доме. Сам Вордсворт в переписи назван адвокатом. Перепись 1891 года также указывает трёх слуг, но в этот раз его жена и дети не были указаны живущими в особняке, предположительно, из-за ухода супруги, которая оставила его, недовольная образом жизни Донисторпа, забрав детей.
15 марта 1892 года Энни Мария Донисторп подала иск о расторжении брака в суд, а 1 апреля 1892 года подала ходатайство на назначение алиментов и об установлении своей опеки над детьми до достижения ими 16 лет. В документах она указывала, что Вордсворт совершил прелюбодеяние с некой Мэри Хиршман (род. 1867/1868, Германия). Документы называют её одной из служанок в доме Донисторпов в 1901 году. Хиршман на 21 год была младше Вордсворта Донисторпа. Позже двое сыновей переехали к отцу и проживали вместе с ним.
Донисторп получил прозвище Адонис, или Адонисторп, из-за его приятной внешности и скандального развода с женой. Он выступил с программной статьёй за свободную любовь в журнале под названием «The Adult: the Journal of Sex». В 1897 году он оказался среди учредителей Legitimation League. Эта организация была создана «с целью изменения законов о незаконнорождённых так, чтобы потомство, рождённое вне брака, не было лишено их законного наследства». Вскоре, однако, Донисторп ушёл с поста главы лиги и мисс Лилиан Харман, «американской апостол свободной любви», была избрана на должность председателя. Именно после этого был создан «The Adult: the Journal of Sex» — официальный печатный орган лиги, редактор которого был арестован и осуждён по обвинению в порнографии. Сама лига вскоре была распущена.
Донисторп в своей книге «Закон в свободном государстве» выступал против института брака, поскольку он, по его мнению, существовал из-за недостатков общества и в качестве орудия подчинения мужчиной женщины. Он также утверждал, что аргумент «без брака свободная любовь приведёт к беспорядочным сексуальным связям» не имеет смысла, поскольку у людей есть естественная склонность к моногамии.

## Шахматы в жизни Донисторпа
Современники достаточно высоко оценивали стиль и уровень игры Донисторпа как шахматиста, однако отмечали и его слабые стороны. «The Chess Monthly» в ноябре 1886 года сообщает, что он «печально известен [шахматными] чудачествами. Он любит использовать устаревшие варианты в дебюте, поэтому часто начинает партию с отставанием в развитии. Донисторп часто восстанавливает в середине партии равновесие, но его самой сильной стороной является эндшпиль, и там он показывает своё мастерство, проявляя изобретательность, точный расчёт, а прежде всего завидное упорство… Г-н Донисторп является одним из наших лучших любителей, что он показал в своем матче с Джеймсом Мортимером…». Донисторп выиграл этот матч, который ещё не был закончен во время создания статьи, у одного из самых сильных шахматистов Лондона со счётом +9—7=6.
Сохранились многочисленные партии, сыгранные Донисторпом. Часть из них представляет интерес с точки зрения истории шахмат. Партия американского шахматиста Джеймса Мортимера (белые) против Вордсворта Донисторпа, состоявшаяся на Divan Tourney (в кафе Simpson’s Divan) в Лондоне в 1883 году, где Донисторп разделил третий приз с одним из сильнейших шахматистов того времени австрийцем Исидором Гунсбергом, была опубликована в «A Month: An illustrated Australasian Magazine» от 15 октября 1885 года:

Simpson’s Divan, 1883, Джеймс Мортимер — Вордсворт Донисторп
1. e4 e5 2. Кf3 Кc6 3. Сc4 Сc5 4. b4 Сxb4 5. c3 Сd6 6. d4 Кf6 7. O-O O-O 8. Фc2 a6 9. a4 b6 10. Сa2 Сb7 11. dxe5 Сxe5 12. Кxe5 Кxe5 13. f4 Кg6 14. Лe1 Фe7 15. Сa3 c5 16. Кd2 Лfe8 17. f5 Кh4 18. e5 Кxg2 19. Лe2 Кg4 20. f6 Кf4 21. fxe7 Кxe2+ 22. Kрf1 Кe3+ 23. Kрxe2 Кxc2 24. Лf1 Лxe7 25. Сb2 Сxe5+ 26. Kрd3 Кe1+ 27. Kрc4 Сd5Х
Чемпион мира Вильгельм Стейниц предлагал Донисторпу уроки шахматной стратегии, обещая, что он сможет достичь в результате серьёзного прогресса, но тот проигнорировал предложение чемпиона мира. Американский шахматист, один из самых авторитетных в это время, Джеймс Мэзон опубликовал одну из его партий против неизвестного партнёра в своей книге «Искусство шахмат»:

Вордсворт Донисторп — NN
1. e4 e5 2. Кf3 Кc6 3. Кc3 d6 4. d4 Сg4 5. Сe3 f5 6. d5 fxe4 7. Кxe4 Кce7 8. c4 Кf6 9. Кxf6+ gxf6 10. h3 Сd7 11. Кh4 Кg6 12. Сd3 Кxh4 13. Фh5+ Кg6 14. Сxg6+ Kрe7 и белые (Донисторп) выигрывают
Донисторп затрагивал шахматные темы и в своих политических и экономических трактатах, в частности в «A System of Measures of Length, Area, Bulk, Weight, Value, Force», где он пытается анализировать происхождение и развитие данной игры.

## Наиболее важные трактаты Донисторпа[4]
- Donisthorpe, Wordsworth. Principles of Plutology (неопр.). — London: Williams & Norgate[англ.], 1876.
- Donisthorpe, Wordsworth. The claims of labour, or, Serfdom, Wagedom, and Freedom (англ.). — London: Samuel Tinsley & Co., 1880.
- Donisthorpe, Wordsworth. Empire and Liberty, a Lecture on the Principles of Local Government (англ.). — London: Liberty and Property Defence League, 1886.
- Donisthorpe, Wordsworth. Labour capitalization (неопр.). — London: G. Harmsworth & Co., 1887.
- Donisthorpe, Wordsworth. Individualism, a System of Politics (неопр.). — London: Macmillan Publishers, 1889.
- Donisthorpe, Wordsworth. Love and Law: An Essay on Marriage (неопр.). — London: W. Reeves, 1893.
- Donisthorpe, Wordsworth. Law in a Free State (неопр.). — London: Macmillan Publishers, 1895.
- Donisthorpe, Wordsworth. Down the stream of civilization (неопр.). — London: George Newnes, 1898.